# مسجد و حسینیه شهر کهنه
مسجد و حسینیه شهر کهنه در شهربابک استان کرمان قرار دارد که احتمالاً در دوره صفویه ساخته شده‌است و تژئینات آجرکاری و گچ‌بری دارد.

## تاریخچه
مسجد و حسینیهٔ شهر، از قدیمی‌ترین بناهای مرکز شهربابک می‌باشند. تاریخ دقیق بنای مسجد، به درستی مشخص نیست. اما بنا به گفته‌های سالخوردگان و طبق مندرجات کتاب تاریخ شهربابک، مسجد در زمان صفویه بنا شده‌است. مسجد و حسینیه در حاشیه بلوار معلم واقع شده‌اند. در ورودی حسینیه هم‌اکنون در کوچه‌ای در قسمت غرب قرار دارد که در گذشته بازار شهربوده‌است.
از دروازهٔ ورودی که وارد صحن حسینیه می‌شویم، در شمال صحن حسینیه ۵ اتاق قرار دارد. دو تا از این اتاق‌ها در سال‌های قبل تخریب و با آجر بازسازی شده‌اند ساختمان اتاقها، خشتی و هفت چینه‌ای و طول و عرض هر کدام ۴ در ۵/۸ متر است. جلوی اتاقها، سنگ‌فرش و توسط دو پله به صحن حسینیه وصل می‌شوند. طاق سقف این اتاق‌ها ضربی و ضخامت دیوارهای اتاق‌ها ۵/۱ متر می‌باشد.
در ورودی مسجد روبروی در حسینیه قرار دارد. در دو طرف در ورودی مسجد دو سکو وجود دارد و سقف سر در آن به صورت چند گوشواره مقرنس کاری است. بعد از در ورودی وارد یک هشتی می‌شویم که طول هر ضلع آن ۲۵/۱ مترو داخل هر کدام از آن‌ها یک سکو برای نشستن تعبیه شده‌است. سقف هشتی به صورت هشت گوشواره مقرنس کاری است. درِ صحن مسجد، در جنوب این هشتی قرار دارد. صحن مسجد مربعی به طول ۷۰/۸ متر که هر چهار طرف آن یک صفه بزرگ و دو صفه کوچک در دو طرف آن قرار دارد.
سقف این صفه‌ها به صورت گنبدی و با آجر پوشانده شده و نمای آن‌ها به صورت گوشواره است. در هر چهار طرف حیاط صفه‌ها به وسیله درگاه‌ها به هم ارتباط دارند. البته بعدها صفه‌های قسمت جنوب را در گذاشتند و به صورت اتاق درآوردند. صفهٔ قسمت جنوبی، دارای محراب است، سقف محراب نیز به صورت ۵ گوشواره مقرنس کاری، لبه بام صفه‌ها، شرفی آجری است. صحن مسجد قبلاً آجرفرش بوده و یک حوض هم در وسط آن قرار داشته. در سال‌های گذشته، حوض را خراب نموده و صحن مسجد را با موزاییک فرش کرده‌اند. دیوارهای مسجد و ستون‌ها از آجرهای ۲۰ در ۲۰ سانتیمتر ساخته شده‌اند. در قسمت غرب مسجد پشت صفه‌ها یک شبستان است. کف آن مانند کف صفه‌ها آجر فرش و سقف این شبستان در وسط دارای یک گنبد بزرگ و در دو طرف آن دو نیم گنبد و دو گنبد گوچک است. سقف شبستان در سال ۱۳۸۶هجری قمری توسط «حاج شیخ میرزا علی نجفی» بازسازی و مرمت شده‌است.